# Rautnergraben
Der Rautnergraben, auch Rautnerbach genannt, ist ein rund 0,4 Kilometer langer, linker Nebenfluss der Kainach in der Steiermark.

## Verlauf
Der Rautnergraben entsteht im nördlichen Teil der Gemeinde Kainach bei Voitsberg im nordöstlichen Teil der Katastralgemeinde Kainach, südlich der Ortschaft Gallmannsegg und östlich des Jagglwirts. Er fließt im Oberlauf in einem flachen Linksbogen und im Unterlauf in einem Rechtsbogen insgesamt nach Westen, wobei er etwa die letzten 100 Meter vor seiner Mündung verrohrt ist. Nördlich der Ortschaft Kainach bei Voitsberg und südlich von Gallmannsegg mündet er südöstlich des Jagglwirts direkt östlich der Landesstraße L341 in die Kainach, welche danach gerade weiterfließt. Auf seinem Lauf nimmt der Rautnergraben einen von rechts kommenden, kleinen und unbenannte Wasserlauf auf.